# Abbotsbury Abbey

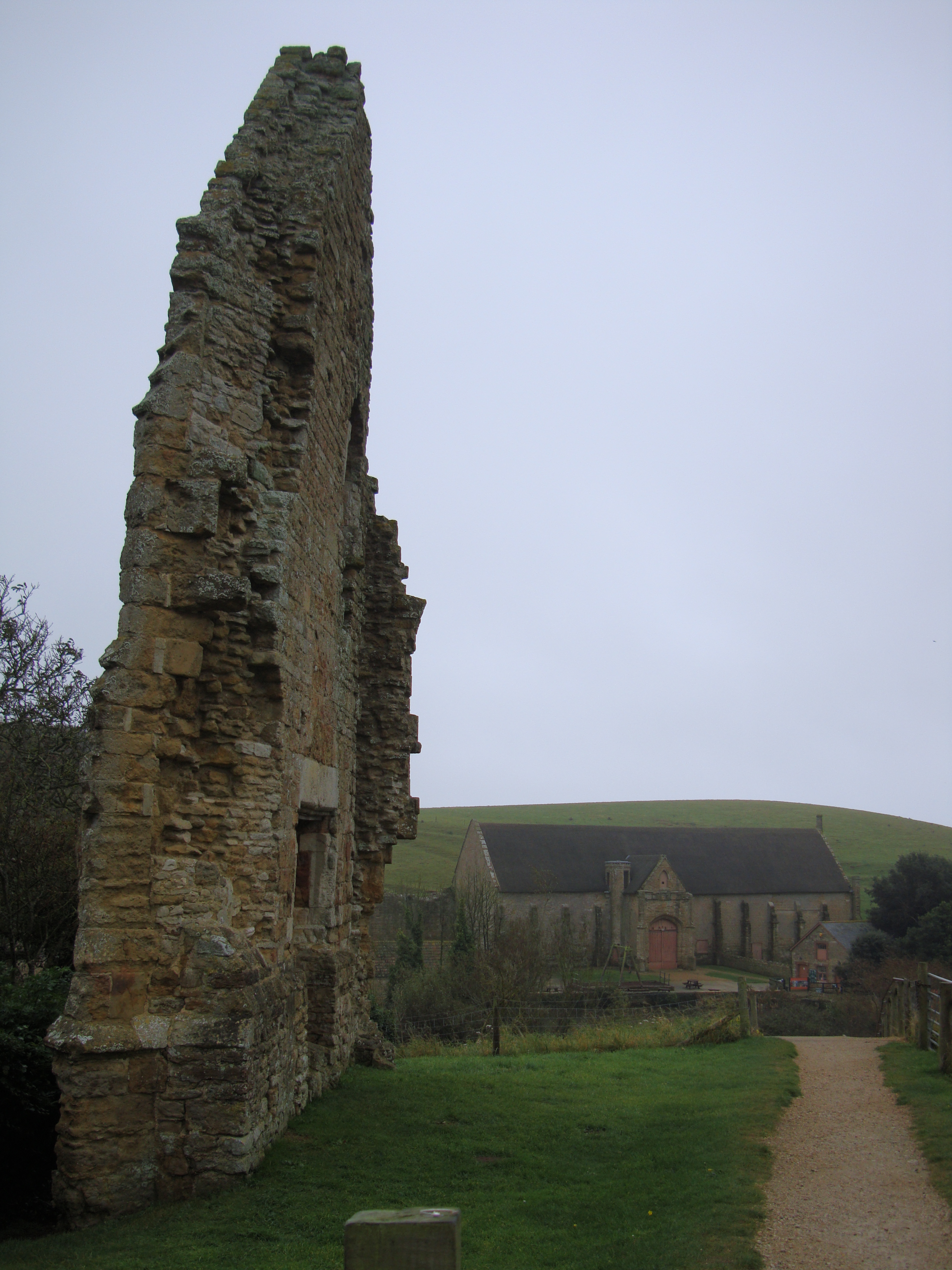
Überreste der Abbotsbury Abbey und ihre Scheune

Abbotsbury Abbey war ein dem heiligen Petrus geweihtes südenglisches Benediktinerkloster im Dorf Abbotsbury nahe der Küste der Grafschaft Dorset. Die Abtei wurde im 11. Jahrhundert durch  König Knuts Thanen Urk (auch Orc) und dessen Gattin Tola gegründet, die dem Kloster großzügige Landschenkungen vermachten. In der Folge prosperierte das Gotteshaus und wurde ein lokales Machtzentrum, das über acht Herrenhäuser und Dörfer feudalherrschaftliche Rechte ausübte. Im Spätmittelalter erlitt die Abtei einen Abstieg. Ihr letzter Abt war Roger Roddon, der dieses Amt während der Auflösung der englischen Klöster unter König Heinrich VIII. versah. Am 12. März 1539 wurde die Abtei aufgelöst, woraufhin Sir Giles Strangways deren Grund und Boden erhielt. Heute stehen die Überreste des Klosters und die nahegelegene St Catherine’s Chapel unter dem Schutz des English Heritage und sind teilweise als Kulturdenkmal der Kategorie Grade I eingestuft.

## Gründung
In der früher fälschlicherweise John Coker († um 1635) zugeschriebenen, tatsächlich aber vom Historiker Thomas Gerard (1593–1634) verfassten Survey of the County of Dorset wird unter Berufung auf das leider bei einem Brand in Abbotsbury während des Englischen Bürgerkriegs (1642–49) verbrannte Kopialbuch des Klosters behauptet, dass ein Priester namens Bertufus an der Stelle der späteren Abbotsbury Abbey eine Kirche zu Ehren des heiligen Petrus erbaut und dieser selbst das Gotteshaus aus Dank geweiht und Abodesbyry benannt habe. Abgesehen von dieser legendären Notiz könnte das erste möglicherweise auf Abbotsbury bezügliche historische Zeugnis eine Urkunde König Edmunds I. (regierte 939–946) sein, die eine Schenkung von fünf Hides Land eines Ortes namens Abbedesburi an den Thanen Sigewulf darstellt. Der Name Abbedesburi dürfte darauf hindeuten, dass diese Landfläche einst einem Abt gehörte.
Während der Regierung König Knuts (regierte 1016–35) ließen sich der skandinavische Thane Urk (auch Orc, Urki) und seine aus Rouen stammende Gattin Tola in der Gegend nieder, erhielten 1024 Land in Portesham zugewiesen und gründeten in der frühen Regierungszeit Eduard des Bekenners (regierte 1042–66) ein Kloster in Abbotsbury an der Stelle einer dort zuvor errichteten kleinen Kirche. Das kinderlose Paar schenkte dem Kloster viel Grund und Boden in Tolpuddle, Portesham, Hilton und Anstic. Tola hinterließ der Abtei später auch ihr ganzes Vermögen. Urk stiftete dort ferner  um 1050 eine eigene guild (Zunft), deren erhaltene Statuten im Klosterarchiv aufbewahrt wurden. Aus diesen geht hervor, dass die Zunft die Interessen der Abtei zu schützen hatte. In einer Charta Eduard des Bekenners erklärte sich der König selbst gegenüber dem zuständigen Diözesanbischof Hermann zum Schutzherrn der Abtei. Bereits vor 1066 befand sie sich im Besitz des Benediktinerordens, der dorthin Mönche aus der Cerne Abbey entsandte. Wilhelm der Eroberer bestätigte der Abtei ihre bisherigen Rechte. Seit 1075 gehörte sie bis zu ihrer Auflösung durch Heinrich VIII. zur Diözese Salisbury.

## Geschichte vom 12. bis 16. Jahrhundert
Im späten 11. Jahrhundert kontrollierte die Abbotsbury Abbey laut dem Domesday Book acht Herrensitze und Dörfer: Abbotsbury, Tolpuddle, Hilton, Portesham, Shilvinghampton, Wootton Abbas, Bourton und Stoke Atram. Damals beschwerten sich die Mönche der Abtei, dass ihnen der normannische Sheriff Hugh Fitz Grip und später dessen Witwe widerrechtlich einige Gebiete ihres Landguts in Abbotsbury entzogen hätten. In der Folge erhielt die Abtei weitere Privilegien und Landschenkungen. Heinrich III. bestätigte 1269 die ihr früher verliehenen Vorrechte und räumte ihr zwei Jahre darauf das Privileg ein, einen wöchentlichen Markt und eine jährliche Messe auf dem Landgut Hilton abzuhalten. Eduard I. bewilligte das Marktrecht in Abbotsbury. Eduard III. bestätigte dem Kloster das Recht, in beträchtlichen Gebieten der ihm unterstehenden Ländereien Wildtiere jagen zu dürfen. Diese Territorien waren damals für ihre Viehbestände berühmt.
König Johann Ohneland ließ die Position des Abts von Abbotsbury zu Beginn des 13. Jahrhunderts ebenso wie bei anderen kirchlichen Einrichtungen vakant, um zwischenzeitlich die Einkünfte der Abtei zu lukrieren oder seinen Anhängern geben zu können. Eine solche Vakanz ist etwa 1212/13 dokumentiert. Erst im Juli 1213 wurde der Prior von Abbotsbury aufgefordert, Geistliche seiner Abtei zum König zu schicken, damit aus ihren Reihen ein neuer Abt ernannt werde. Das Kloster musste auch wie andere bedeutende, unter königlicher Protektion stehende Gotteshäuser verschiedenen Verpflichtungen nachkommen, insbesondere großzügige Gastfreundschaft üben. So wurde 1244 Henry Lombard zur Abtei geschickt, wo künftig für seine Lebensbedürfnisse gesorgt werden sollte. Eduard II. sandte 1309 Norman Beaufiz nach Abbotsbury, damit er dort seine weitere Versorgung bekomme. Während der schottischen Unabhängigkeitskriege erhielt die Abtei häufig diverse Hilfsgesuche; und Kriegsversehrte fragten dort um eine Herberge an. Nicht alle Begehren waren dem Kloster erwünscht. Seine Geistlichen hatten etwa im April 1339 zwei Geiseln der Stadt Berwick-upon-Tweed zu betreuen, die ihnen von der Glastonbury Abbey zugesandt wurden; und als diese Geiseln später in andere Klöster verlegt werden sollten, scheinen diese deren Empfang verweigert zu haben. Bisweilen war die Abbotsbury Abbey auch nach der Wahl eines Abts verpflichtet, für die Pension eines Mitglieds des königlichen Haushalts aufzukommen; so u. a. 1321 nach der Ernennung des Abts Peter of Sherborne für die Pension des königlichen Angestellten John Bellymont sowie 1324 nach der Wahl des Abts William le Fauconer für die Bezüge von Peter de Mount Toure.
Die Abtei diente öfters als Begräbnisstätte und wurde auch wiederholt um die Stiftung von Seelenmessen gebeten. 1323 erhielt beispielsweise Robert le Bret die Erlaubnis, dem Kloster Ländereien in Holwell zu übereignen, damit ein Kaplan täglich in der Abteikirche eine Messe für die Seele von Richard le Bret, den Vater des Stifters, und für die Seelen von dessen Vorfahren zelebrierte. Zahlreiche weitere Personen machten dem Kloster beträchtliche Zuwendungen, damit dessen Geistliche für sie und ihre Angehörigen Gebete verrichteten.
Mitte des 14. Jahrhunderts wütete der Schwarze Tod auch in Abbotsbury; und wahrscheinlich erlag Abt Walter de Saunford 1348 der Seuche. Damals geriet die Abtei auch in eine finanzielle Krise. Die Ursache lag teilweise darin begründet, dass das Kloster aufgrund seiner küstennahen Lage häufiger Überfällen von Invasoren ausgesetzt war und auch für die zum Küstenschutz abkommandierten Truppen mit aufzukommen hatte, teilweise aber auch in der Misswirtschaft des Abts Walter de Stokes (amtierte 1348–54). Der Diözesanbischof besuchte das Gotteshaus, stellte dort diverse Missstände fest und bemühte sich Abhilfe zu schaffen. Da aber der Abt und die Klostergemeinschaft seinen Anweisungen nicht nachkamen, forderte er sie schriftlich auf, sich deswegen am 11. November 1353 vor den von ihm entsandten Klerikern im Kapitelhaus ihrer Abtei zu rechtfertigen. König Eduard III. unterstellte die Güter des Klosters der Aufsicht des Priors Robert de Faryngdon und drei weiteren Bevollmächtigten. Der entmachtete Abt beklagte sich in einem Brief an den Erzbischof von York über seine Behandlung durch die neu ernannten Verwalter. Sie hätten ihm alle Rechte entzogen; er habe nun keine ordentliche Verpflegung und Bekleidung und entbehre der Betreuung durch einen Knappen und zwei Kammerdiener sowie der Beaufsichtigung seiner Pferde durch zwei Stallknechte. Die Verwalter beschwerten sich ihrerseits, dass der Abt die für seine Ordensgemeinschaft verfügte Anordnung, bis zur Abbezahlung der Schulden von 534 Pfund in einem kostengünstigen Haus zu wohnen, abgelehnt habe. Ferner besuche er nicht die Messen, diniere nicht im Refektorium, sondern lasse sich die Mahlzeiten in seine Kammer bringen und vergrößere durch seine weiterhin getätigten Ausgaben die Schulden des Klosters. Auch hätten seine Anhänger das Siegel der Abtei gestohlen und damit verschiedene dem Kloster abträgliche Urkunden und Förderungen beglaubigt. Bei einer im März 1354 eingeleiteten Untersuchung von unrechtmäßig zweckentfremdeten Ländereien und Abgaben wurden Verfehlungen des Abts konstatiert; er soll auch Jagdhunde gehalten und übermäßig viele Bedienstete beschäftigt haben; insgesamt habe er das Kloster um 855 Pfund geschädigt. Der Abt starb noch im gleichen Jahr.
Die Abtei reichte 1386 eine Petition um Unterstützung bei Urban VI. ein, denn aufgrund ihrer exponierten Küstenlage leide sie häufig unter den Invasionen von Spaniern, Normannen und Bretonen und werde auch von der Kostenbeteiligung für die Verteidigungstruppen der Küste ausgelaugt; daher sei sie zugrunde gerichtet und könne keine Gottesdienste mehr abhalten. Der Papst wies darauf den Bischof von Salisbury an, den Brüdern die Kirche von Tolpuddle zur Verfügung zu stellen. Bonifatius IX. gliederte dem Kloster 1390 erneut die Pfarrkirchen von Abbotsbury, Portesham, Winterborne St. Martin, Toller Porcorum und Tolpuddle an.
Im 15. Jahrhundert wird Abbotsbury abgesehen von Abternennungen selten erwähnt. Bischof Chandler veröffentlichte nach seiner Visitation der Abtei 1426 seine daraufhin verfügten Erlässe. Demnach sollte der Konvent keine unbedachten Schenkungen gewähren und der Abt nur die zum Konsum unbedingt erforderliche Menge an Wein beschaffen; der Besuch von Frauen im Kloster wurde generell untersagt. Weitere Visitationen erfolgten 1488 und 1503.
König Heinrich VII.  machte der offensichtlich wieder florierenden Abtei zahlreiche Schenkungen. Eine der letzten bedeutsamen, dem Kloster gemachten Stiftungen war 1505 jene der Strangeways Kapelle durch einen dreiseitigen Vertrag zwischen dem Abt von Abbotsbury, Wilhelm, dem Abt des benachbarten Klosters Milton und dem Ritter Thomas Strangeways. Nach dieser Vereinbarung übereignete Thomas Strangeways dem Kloster eine Pfarrei und diverse Einkünfte für die Abhaltung gewisser Seelenmessen.

## Auflösung

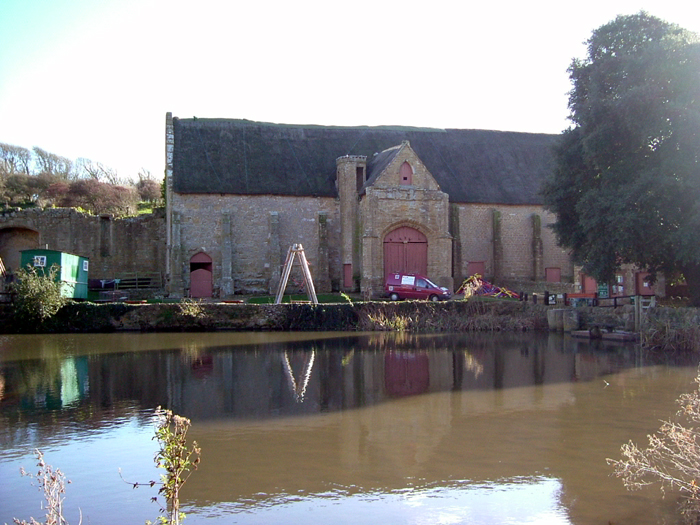
Scheune der Abtei

Der im Auftrag König Heinrichs VIII. maßgeblich an der Auflösung der englischen Klöster beteiligte Jurist Thomas Legh besuchte wahrscheinlich im März 1539 die Abbotsbury Abbey, die sich damals in guter Ordnung befand und jährliche Einnahme von mehr als 400 Pfund bezog. Am 12. März 1539 wurde die Abtei aufgelöst; und ihr letzter Abt Roger Roddon, der Prior Thomas Bradford und acht Mönche übergaben sie an William Petre und wurden mit einer Pension abgefunden. Die Abbotsbury Abbey wurde gemäß den Bestimmungen ihres Verkaufs abgerissen, so dass ihre Steine wiederverwendet werden konnten. Vom Abriss verschont blieben nur die um 1400 erbaute, etwa 80 m lange Steinscheune, die noch gut erhalten ist, sowie die St Catherine’s Chapel. Sir Giles Strangways kaufte für nahezu 2000 Pfund die bisher zur Abtei gehörigen Gebäude, Herrenhäuser, Wassermühlen, Ländereien und den Schwanenteich (Abbotsbury Swannery).

## Äbte von Abbotsbury
Die folgenden Personen waren Äbte der Abbotsbury Abbey:
- Æsuuerdus, 1075 erwähnt[15]
- Bischof Roger von Salisbury 1107–1139[15]
- Geoffrey 1140[15]
- Roger, 1129 und 1150 erwähnt[15]
- Geoffrey II, 1166 erwähnt[15][16]
- Ralph?[15]
- Roger II, 1201 erwähnt[15]
- Hugh, 1204 und 1205 erwähnt[15]
- Hugh II ? – 1246?[17]
- Roger de Brideton 1246–1258?[17]
- Joan of Hilton (oder Helton) 1258–1284[17]
- Philip of Sherborne 1284–1296[17]
- William de Kingston, 1297,[17] seine Wahl wurde aber vom Bischof von Salisbury annulliert[18]
- Benedict of Loders (oder Lodres) 1297–1320[17]
- Ralph of Sherborne 1320–1321[17]
- Peter of Sherborne 1321–1324[17]
- William le Fauconer 1324–1343[17]
- Walter de Saunford 1343–1348,[17] starb wahrscheinlich an der Pest[18]
- Walter de Stokes 1348–1354[17]
- Henry Toller (oder Tolre) 1354–1376[17]
- William Cerne 1376–1401[17]
- Robert Bylsay 1401–1426[18]
- Richard Percy 1426–1442, trat 1442 zurück[18]
- Edward Watton 1442–1452[18]
- William Wuller 1452–1468[18]
- Hugh Dorchester 1468–1496[18]
- John Abbotsbury 1496–1505[18]
- John Portesham 1505–1534[18]
- Roger Roddon 1534–1539, trat als letzter Abt im März 1539 zurück[18]